# Sieja pospolita
Sieja pospolita, sieja, głąbiel, brzona (Coregonus lavaretus) – ryba z rodziny łososiowatych (Salmonidae), klasyfikowana jako grupa szeroko rozprzestrzenionych gatunków lub jako pojedynczy gatunek występujący w kilku jeziorach Europy Zachodniej.

## Budowa ciała
Ciało śledziowate, zależnie od lokalnej rasy mniej lub bardziej wysmukłe. Głowa mała, o spiczastym, często nawet wyciągniętym w kształcie nosa pysku. Łuski większe niż u łososiowatych, linia boczna pełna. Wąsko wycięty otwór gębowy sięga do przedniej krawędzi oka; w zależności od rasy ma on położenie końcowe bądź dolne. Na pierwszym łuku skrzelowym 25-39 (najczęściej 30-34)długich, gęsto osadzonych wyrostków filtracyjnych. Grzbiet niebieskawozielony do ciemnozielonego. Boki i brzuch białe lub srebrzyście lśniące. W jeziorach ubogich w pokarm występują karłowate formy osiągające długość 10–20 cm, średnia długość wynosi 30–50 cm, maksymalnie około 60 cm. Ryba ta może ważyć maksymalnie 6 kg., jednak najczęściej łowione są osobniki ważące 1-2 kg. Nieoficjalnym rekordem Polski w połowie na wędkę jest sieja o wadze 5,0 kg złowiona w kwietniu 2022 r. na Jeziorze Miłoszewskim na Pojezierzu Kaszubskim.

## Systematyka
Do niedawna pod nazwą Coregonus lavaretus opisywana była większość euroazjatyckich oraz część północnoamerykańskich siejowatych. Obecnie przyjmuje się, że populacje wyjściowe pochodzą z jezior Bourget i Aiguebelette (Francja) oraz Jeziora Genewskiego. Dalsza część artykułu dotyczy ujęcia tradycyjnego.

## Tryb życia

### Cykl życiowy i biologia wędrówek
Forma wędrowna (np. w Bałtyku), wchodzi na tarło do zalewów i dolnego biegu rzek. Pora tarła, zależnie od typu wód, bardzo różna, najczęściej jednak od września do grudnia. Również populacje zamieszkujące jeziora podejmować mogą wędrówki tarłowe do wpadających do nich rzek. Z drugiej strony sieja z Jeziora Bodeńskiego trze się około połowy grudnia w strefie wolnej wody na dużych głębokościach. Z syberyjskich rzek znane są osiadłe, karłowate formy tego gatunku.

## Rozmieszczenie geograficzne
Europejskie populacje siei występują między innymi w wodach Wielkiej Brytanii, rejonie zlewiska Morza Bałtyckiego (głównie zatoka Gdańska i zalewy) i w głębokich jeziorach mazurskich i pojezierza suwalskiego ( jezioro Wigry i inne). Silne populacje obserwuje się w jeziorze Wdzydze. Zasiedla jezioro Łebsko (sieja łebska - gatunek endemiczny). W Azji zasiedla zlewiska Oceanu Arktycznego, w tym Morza Barentsa oraz Morza Białego. Występuje także w Ameryce Północnej zasiedlając przede wszystkim tereny Alaski i Kanady.

## Ekologia
W jeziorach odżywiają się głównie skorupiakami, przemieszczającymi się ku powierzchni wody larwami owadów i ich poczwarkami, oraz także wylęgiem ryb i ich ikrą. W płytkich jeziorach i rzekach zjadają również organizmy denne.

### Siedlisko
Występuje zazwyczaj w chłodnych, głębokich, rozległych jeziorach. Zamieszkuje wody słodkie, a także wysłodzone części mórz. Sieja jest wrażliwa na zmiany parametrów wody, takie jak zawartość rozpuszczonego w wodzie tlenu czy wahania temperatury. Wykazuje niską tolerancję na zanieczyszczenia.

## Zagrożenia i ochrona
| Wymiar ochronny | 35 cm         |
| Okres ochronny  | 15 X – 31 XII |